# Citradia
Espèce
Citradia est un agrume hybride de bigaradier (C. aurantium) et de Poncirus trifoliata. Il appartient au groupe des hybrides bigénériques de P. trifoliata.
Sans usage et peu reproduit, les diverses obtentions constituent une curiosité botanique. Il était traditionnellement classé x Citroncirus spp.

## Dénomination
Le terme « citradia » est mentionné parmi les obtentions d'hybrides résistants au froid de Swingle: citrange, citrumelo, citradia, citrandarin, citrunshu, cicitrange et citraldin (1918).
Cit-rad-ia est la contraction de Citrus bigarade orange x Poncirus trifoliata.
Son nom botanique est Poncirus trifoliata x Citrus aurantium, la description de Swingle et P. C. Reece date de 1967. Il note qu'il ressemble beaucoup aux citranges mais semble être encore plus vigoureux et résistants au froid.
Comme pour de nombreux hybrides de Swingle le nom est inédit et sera publié tardivement (c'est le cas aussi de citrunshu, cicitrange, citrumelo, citrandarin, faustrime, faustrimon, faustrimedin, citrangedin, citrangarin, citranguma, citrangequat, limelo, bigaraldine, orangelo, orangequat, clemelo, siamelo, satsumelo, siamor, calarin et calashu). Il figure sous son nom dans Standardized Plant Names en 1942.
Bigaraldin est hybride de bigarade et de calamondin (Citrus madurensis) très sensible au CTV .

## Histoire
Le  George L Peltier notre (1920) que la citralia (PI. 65, D) pousse plus lentement que le reste des hybrides Poncirus trifoliata, il l'exclut donc des tests de sensibilité au Chancre bactérien des agrumes. En 1921 il est déclaré sensible à Xanthomonas citri, en 1927 il est identifié avec Limelo porteur de la mélanose (Diaporthe citri).
En 1961, un fruit comestible à pollinisation d'un citralia est découvert par le la Station agrumicoles de Californie.

## Description
Petit arbre compact, épineux à feuille unifoliée. Le parfum des folioles écrasées est épicé, poivré. Le fruit est sphérique, rugueux, à pulpe oranger, aigre.

### Résistance au froid
En 1961, à Weslaco, des plants d'un an sont exposés 4 h à −5 °C ( 22 °F) aux côtés de mandarines Satsuma et d'un hybride de citron. Tous les hybrides de citronniers ont été tués alors que la plupart des citradias et satsumas ne souffrent pas. La culture du citralia sur les terrains à Weslaco, Indio et Orlando a alors été entreprise pour des tests plus approfondis, sans suite. Le cultivars Sanford F2 Curafora est donné résistant à −12 °C.

### Cultivars
En 1961, les semis américains de citradia sont numérotés: n° 1437 le moins variable, n° 1436 moyennement variable, - (probablement les 2 cultivars de l'Inrae Citradia C9a A82 et C9a C81) - n° 1438 la plus grande variabilité. Ces 3 citradias sont très différents les uns des autres.
Une publication brésilienne donne une phylogénie précise d'un citradia (bigarade cv. Smooth Flat Seville x P. trifoliata cv. Argentina) dans les sélections de porte-greffe.

### Untilisation
Citralia est un porte-greffe est très bien adapté aux conditions méditerranéennes et semi-arides. Une équipe espagnole (2003) a confirmé sa résistance au CTV.